# Baptiste Chouzenoux
Pour les articles homonymes, voir Chouzenoux.

a Compétitions nationales et continentales officielles uniquement.

Dernière mise à jour le 4 février 2021.
Baptiste Chouzenoux, né le 7 août 1993 à Bayonne, est un joueur français de rugby à XV. Il joue au poste de troisième ligne aile au Racing 92 depuis 2017.

## Biographie
Né à Bayonne, Baptiste Chouzenoux y commence le rugby et effectue toute sa formation avec l'Aviron bayonnais, avant de faire ses débuts professionnels en 2014.
À la suite de la relégation en Pro D2 de son club formateur, à l'issue de la saison 2016-2017, Baptiste Chouzenoux décide de s'engager pour trois ans avec le Racing 92.
En novembre 2017, il est sélectionné avec les Barbarians français pour affronter les Māori All Blacks au Stade Chaban-Delmas de Bordeaux. Les Baa-Baas parviennent à s'imposer 19 à 15.

## Vie privée
Baptiste est le frère de Thomas Chouzenoux qui est également rugbyman a l'Anglet olympique rugby club qui évolue en Fédérale 1.

## Palmarès
- Racing 92
  - Finaliste de la Coupe d'Europe en 2018